# Кен Келлі
Кен Келлі (англ. Ken Kelly, 19 травня 1946, Нью-Лондон, Коннектикут — 3 червня 2022) — американський художник-фантаст. Відомий своїми ілюстраціями на тему Конана і Тарзана, а також роботами з рок-групами Kiss (альбоми Destroyer і Love Gun), Rainbow (альбом Rising), і Manowar (альбом The Triumph of Steel і ін.). Опублікував дві книги з мистецтва і намалював понад 700 робіт. Його картини виконані виключно олійними фарбами.

## Біографія
Народився в 1946 році в містечку Нью-Лондон, штат Коннектикут, але незабаром родина переїхала в Лонг-Айленд. Цікавитися малюванням Кен почав ще в дитячому садку .
Кен Келлі знаходиться в спорідненості з відомим художником Френком Фразетті. Тітка Кена Келі одружена з Фразетті. Незважаючи на родинні зв'язки, Френк Фразетті ніколи не давав йому уроків малювання, не бажаючи видавати своєї техніки. Проте, Келлі багаторазово відвідував його майстерню, і стиль Фразетті справив великий вплив на його творчість .
Після закінчення школи, Келлі вступив на службу до  морської піхоти, де прослужив 4 роки. У 1966 році, завершивши службу в армії, Келлі відправився зі своєю дружиною в Європу, де провів рік навчаючись живопису. По поверненню, він показав Фразетті свою картину із зображенням персонажа коміксів Вампірелла. Фразетті влаштував йому зустріч з Джеймсом Ворреном, засновником видавництва  Warren. Воррен купив у Келлі «Вампірелла» і зробив замовлення ще на 13 обкладинок для коміксів. Таким чином Келлі почав свою кар'єру, малюючи ілюстрації для журналів видавництва  Warren, а його першою професійною роботою була обкладинка для коміксу «Вампірелла». Перший час він поєднував роботу ілюстратора з роботою водія  .
Завдяки успіху з обкладинками для Warren, Келлі почали надходити пропозиції від інших видавництв. Першу обкладинку книги він зробив для видавництва Lancer .
За заявою самого Кена Келлі, найбільшим проривом в його кар'єрі було створенням обкладинок для групи Kiss. Спочатку музиканти хотіли, щоб обкладинку намалював Френк Фразетті, але не змогли домовитися про ціну. Вони почали розглядати інших фентезі-художників і вибір припав на Кена Келлі  .
Після успіху обкладинки альбому  Destroyer, Кену Келлі стали надходити замовлення від безлічі інших музичних груп. З кінця 1980-х всі обкладинки рок-групи Manowar створені Кеном Келлі .